# توانبخشی رباتیک
توانبخشی رباتیک یک زمینه تحقیقاتی است که با استفاده از دستگاه فیزیوتراپی رباتیک به درک و تقویت توانبخشی اختصاص داده شده‌است. توانبخشی رباتیک شامل توسعه دستگاه‌های رباتیک برای کمک به عملکردهای مختلف حسی و حرکتی است (مانند بازو، دست، پا، مچ پا).
پیشرفت و توسعه برنامه‌های مختلف برای کمک به ورزش‌های درمانی و ارزیابی عملکرد سیستم حسی – حرکتی (توانایی حرکت) بیمار که در اینجا ربات‌ها به جای وسایل کمکی به عنوان کمک کننده درمان استفاده می‌شوند.
توانبخشی با استفاده از ربات‌ها برای بیمار قابل تحمل‌تر است و همچنین مشخص شده‌است برای بیمارانی که از مشکل حرکتی رنج می‌برند، مانند افراد با سکته مغزی یک روش مؤثر درمانی است.

## بررسی اجمالی
توانبخشی رباتیک را می‌توان تحولی در مهندسی پزشکی و همچنین تعامل بین انسان و ربات دانست. در این زمینه پزشکان، درمانگران و مهندسان برای کمک به توان بخشی بیماران همکاری می‌کنند.
اهداف اصلی در این زمینه شامل توسعه فناوری‌های قابل اجرا است که بتواند به راحتی توسط بیماران، درمانگران و پزشکان استفاده شود و با افزایش اثر بخشی درمان‌های کلینیکی منجر به تسهیل فعالیت‌های روزمره بیماران گردد.

## تاریخچه
کنفرانس بین‌المللی توانبخشی رباتیک هر دو سال یکبار برگزار می‌شود. اولین کنفرانس در سال ۱۹۸۹ برگزار شد و آخرین کنفرانس در ژوئن ۲۰۱۹ در تورنتو، به عنوان بخشی از RehabWeek برگزار شد.
توانبخشی رباتیک از دو دهه پیش برای بیماران با بیماری‌های نورولوژی معرفی شده‌است و افرادی که بیشتر از ربات‌های توانبخشی استفاده می‌کنند، درمانگران و افراد دارای معلولیت هستند.
زمانی که ربات‌های توانبخشی ساخته شدند، هدف استفاده از آن‌ها بهبود بیماران نبود، بلکه برای کمک به تشخیص اشیاء از طریق لمس برای افراد دچار بیماریهای سیستم عصبی طراحی شده بود.
ربات توانبخشی در روند بهبود بیماران دارای معلولیت در فعالیت‌های ایستادن، تعادل و راه رفتن استفاده می‌شود. این ربات‌ها باید از حرکات انسان استفاده کنند، بنابراین در ساخت این ماشین‌ها باید مطمئن شویم که با پیشرفت بیمار سازگار خواهد بود.
این کار بسیار پیچیده است، زیرا ربات‌ها با افراد کم توان و دارای معلولیت کار می‌کنند و در صورت اشتباه کردن، نمی‌توانند به سرعت واکنش نشان دهند.

## عملکرد
ربات‌های توانبخشی با استفاده از تکنیک‌هایی میزان توانایی بیمار را تعیین می‌کنند. تمرین فعال کمکی، تمرین فعال محدودکننده، تمرین مقاومتی، تمرین غیرفعال، تمرین قابل تطابق و تمرین فعال کمکی. اما به اینها محدود نمی‌شود.
در تمرین فعال کمکی، بیمار دست خود را در الگویی از پیش تعیین شده بدون هیچ مقاومتی در برابر آن حرکت می‌دهد. تمرین محدود کننده فعال زمانی است که اگر بیمار ساعد خود را از محدوده تعیین شده خارج کند با نیروی مخالف روبرو می‌شود. تمرین فعال مقاومتی انجام حرکت با وجود نیروی مقاومت در مخالف آن است. دستگاه‌هایی مانند MIT-Manus ,BI-Manu-Track ,MIME می‌توانند تمریناتی با حرکت فعال مقاومتی ایجاد کنند. در تمرینات غیرفعال اندام از جلوی بیمار هل داده می‌شود. تمرینات تطبیقی یک تمرین اضافی است که ربات‌ها هرگز انجام نداده‌اند و با الگوی ناشناخته جدیدی باید روبرو و سازگار شوند. دستگاه‌های MIME ,BI-Manu track تمرینات تطبیقی را پشتیبانی می‌کنند. تمرینات محدود کننده فعال را همه دستگاه‌های نامبرده پشتیبانی می‌کنند.
در طی این سال‌ها تعداد ربات توانبخشی افزایش یافته اما تعداد آنها به علت آزمایش‌های کلینیکی محدود است. بسیاری از کلینیک‌ها آزمایش‌هایی را انجام داده‌اند، اما همه ربات‌ها مورد تأیید نبودند، زیرا آنها می‌خواهند که بتوانند ربات‌ها را از راه دور کنترل کنند.
مشارکت ربات‌ها در توانبخشی بیماران جنبه‌های مثبتی نیز دارد، یکی از این جنبه‌های مثبت این است که شما می‌توانید به هر تعداد که می‌خواهید یک تمرین یا روند را تکرار کنید و دیگر جنبه مثبت این است که شما می‌توانید ارزیابی دقیقی از میزان پیشرفت و پسرفت بیمار بدست آورید.
همچنین می‌توانید اندازه‌گیری‌های دقیقی از طریق حسگر (سنسور) دستگاه دریافت کنید. زمانی که دستگاه در حال اندازه‌گیری است شما باید مراقب باشید، زیرا ممکن است در عملکرد دستگاه به علت حرکاتی که بیمار برای خارج شدن از آن انجام می‌دهد اختلال ایجاد شود.
ربات‌های توانبخشی می‌توانند، نیاز به درمان مداوم برای زمان طولانی را تأمین کنند و نیز ربات‌های توانبخشی دستگاه‌هایی بسیار عالی برای استفاده به نقل از تعداد زیادی از بیماران، درمانگران و دانشمندانی است که به توانبخشی مراجعه کرده‌اند.
ربات توانبخشی نیازهای بیمار را در روند بهبودی مانند یک درمانگر با تجربه متوجه نمی‌شود. ربات‌های امروزی توانایی درک ندارند، اما در آینده این قابلیت را نیز خواهند داشت. یکی دیگر از نکات مثبت استفاده از دستگاه‌های توانبخشی رباتیک این است که دیگر نیاز به صرف انرژی فیزیکی زیاد توسط درمانگران نیست.
اخیراً ربات‌های توانبخشی در آموزش پزشکی، جراحی و جراحی از راه دور مورد استفاده قرار گرفته‌اند، اما شکایت‌های زیادی برای عدم کنترل ربات توسط کنترل از راه دور (ریموت) وجود دارد.
بعضی از مردم فکر می‌کنند استفاده از ربات‌های صنعتی به عنوان ربات توانبخشی همان کار را انجام خواهد داد، اما این درست نیست، زیرا ربات توانبخشی باید قابل تنظیم و قابل برنامه‌ریزی باشد.
چون ربات به دلایل مختلفی استفاده می‌شود و در عین حال ربات‌های صنعتی همیشه یکسان عمل می‌کنند و تغییری در عملکرد ربات نخواهیم داشت، مگر محصولی که با آن کار می‌کنند، اندازه‌اش خیلی بزرگ یا کوچک شود که همین برای یک ربات صنعتی نیاز به قابلیت تنظیم زیادی دارد.

## محصولات فعلی
Hand of hope یک پوشش خارجی برای دست است که تمرکز آن روی بهبود حرکات دست و انگشتان در بیماران با عارضه سکته مغزی است. دست رباتیک با استفاده از EMB عضلات ساعد کنترل می‌شود که به معنی آن است که بیمار تنها با استفاده از مغز می‌تواند دست را تکان دهد.
دستگاه همچنین دارای یک حرکت غیرفعال دایمی است که حرکت باز شدن و بستن دست را به‌طور غیرارادی انجام دهد.
در حال حاضر Ekso Bionics در حال گسترش ساخت دستگاه‌های هوشمند exoskeleton bionic است که می‌توانند برای افزایش توانایی حرکت و تحمل سربازان و پارا پلژیک‌ها روی ربات‌های پوشیدنی سوار شوند.
در حال حاضر تایروموشن در حال ساخت و تولید مجموعه‌ای از دستگاه‌های توانبخشی هوشمند برای اندام فوقانی است. ربات توانبخشی دست آمادئو (Amadeo) نام دارد که از استراتژی‌های مختلف توانبخشی شامل حرکات غیرارادی، حرکات کمکی، افزایش دامنه حرکتی، حرکات مقاومتی و تمرین لامسه‌ای و حسی می‌باشد.
ربات توانبخشی شانه دیگو (Diego) نام دارد که تمریناتی برای هر دو شانه که شامل نیروی کمکی جهت کاهش وزن اندام و ردیابی تمام حرکات شانه در دو بعد با استفاده از فیدبک حقیقت مجازی را دارد.

## دلایل استفاده از این دستگاه
تعداد افراد ناتوان در اسپانیا به علت بالا رفتن سن رو به افزایش است. این بدین معناست که نیاز به توان بخشی افزایش یافته‌است. ربات توانبخشی در اسپانیا بسیار محبوب است زیرا میزان هزینه آن قابل قبول است و تعداد زیادی بیمار دچار سکته مغزی وجود دارد که نیاز به کمک آن دارند.
رباتهای توانبخشی در بین افراد با سکته مغزی نیز بسیار محبوب هستند زیرا روشی برای ایجاد تحریک‌های درون عضلانی است. افراد مبتلا به سکته مغزی، آسیب بافت عصبی را تجربه می‌کنند که در بیشتر افراد باعث ناتوانی برای حداقل ۶ ماه بعد از سکته می‌شود.
ربات توانایی انجام تمریناتی که یک درمانگر می‌تواند ارایه دهد را دارد و همچنین ربات‌ها می‌توانند برخی تمرین‌ها را که انجام آن توسط فرد آسان نیست را نیز انجام دهند. ربات‌های پنوماتیک به افرادی که دچار سکته مغزی یا هر نوع بیماری با ناتوانی اندام فوقانی شده‌اند کمک می‌کنند.
یک پژوهش در سال ۲۰۱۸ بر روی اثرات آینه درمانی با استفاده از حقیقت مجازی و ربات‌ها برای همه انواع پاتولوژی‌ها نتیجه گرفتند که:
1. بیشتر تحقیقات روی نسل دوم آینه درمانی از کیفیت بسیار پایینی برخوردارند.
2. استدلال مبتنی بر شواهد برای هدایت چنین مطالعاتی نادیده گرفته شده‌است.
3. توصیه سرمایه‌گذاری توسط متخصصان توانبخشی و موسسات مربوط به این دستگاه‌ها مناسب نیست.

## انواع ربات‌ها
انواع مختلفی از ربات‌ها ی توانبخشی وجود دارند که می‌توانند در سکته مغزی کمک کنند.
ربات InMotion می‌تواند در مواردی استفاده شود که تمرین برای رسیدن به هدف، حرکت در محور افقی با کاهش جاذبه اجازه انجام پذیر است. در حرکاتی که در آن خم شدن یا باز شدن شانه و همچنین چرخش خارجی شانه انجام می‌گیرد، استفاده از این ربات بسیار راحت است.
نحوه استفاده از این ربات به شرح زیر است:
فرد روی صندلی روبروی میز دستگاه می‌نشیند و به صفحه کامپیوتر نگاه می‌کند و سعی می‌کند هدف را بدست آورد. زمانی که شما به هدفی که دستگاه شما را به سمت آن راهنمایی می‌کند برسید، درمان شما موفق خواهد بود.
مثالی دیگر برای ربات توانبخشی، hip bot نام دارد. Hip bot یک ربات است که برای بیماران با محدودیت حرکتی استفاده می‌شود. مفصل ران یک مفصل مهم در بدن است که وزن ما را حمایت کرده و اجازه حرکت و حفظ وضعیت ایستاده را به ما می‌دهد.
در افرادی که دچار شکستگی در تصادف یا مشکلی در این مفصل می‌شوند و نیاز به درمان توانبخشی دارند، این ربات می‌تواند به آنها کمک کند، زیرا این ربات حرکات abduction (دور کردن پا)، aduction (نزدیک شدن پا)، flexion (خم شدن پا)، و extension (باز کردن پا) را با هم ترکیب می‌کند و به بیمار کمک می‌کند تا حرکت خود را دوباره به دست آورد.
این ربات‌ها ۵ درجه آزادی در مکانیسم‌های ضروری را در همه موقعیت‌ها جهت توانبخشی دارند. این ربات با استفاده از PID  کنترل می‌شود و برای هر پا به صورت جداگانه قابل استفاده است.
بعضی تولیدکننده‌ها روی ربات‌هایی که بتوانند وزن بدن را حمایت کنند، کارمی‌کنند؛ بنابراین فرد بیمار می‌تواند بر حس راه رفتن تمرکز کند.

## زمینه‌های متداول پژوهشی
دستگاه‌های رباتیک اخیر شامل پوشش محافظ خارجی برای کمک کردن حرکت دست یا پا از قبیل Tibion bioncleg ,the MyomoNeuro-Robotic system ,symbiotic terrain Robotic ,Berkeleybionic و برخی با افزودن تردمیل مانند  Hocoma's Lokomat هستند.
دسته‌های (ساعد) رباتیک برای بازآموزی حرکت اندام‌ها از قبیل MIT-Manus و دستگاه‌های توانبخشی انگشتان از قبیل تایروموشن Amadeo هستند. بعضی دستگاه‌ها هدفشان بهبود کشش در حرکات خاصی است در حالی که سایر دستگاه‌ها به دنبال کمک مستقیم به این حرکات هستند.
معمولاً تکنولوژی رباتیک سعی در به‌کارگیری اهرم‌های اصلی نوروپلاستیسیتی با بهبود کیفیت حرکت، افزایش شدت و تکرار آن حرکت می‌باشد.
در دو دهه اخیر پژوهش‌ها دربارهٔ ربات‌های درمانی پزشکی جهت توانبخشی در بیماران سکته مغزی که به عنوان یک روش درمانی ارزانتر و موثرتر شناخته شده‌است، افزایش داشته‌است. در شمال آمریکا تمرکز بر روی سکته مغزی و شیوع آن در بسیاری از پژوهش‌ها است.
توانبخشی رباتیک همچنین می‌تواند در افراد با بیماری فلج مغزی، (کودک) یا بهبودی پس از جراحی‌های ارتوپدی به کار گرفته شود.
Mit-Manus به‌طور کلی به منظور فراهم آوردن درمان فردی و ادامه‌دار برای بیمارانی که از سکته مغزی رنج می‌برند با استفاده از الگوریتم تصاعدی مبتنی بر عملکرد مطالعه شده‌است.
نرم‌افزارهای واکنشی به ربات اجازه می‌دهد میزان کمک مقرر شده را بر اساس سرعت بیمار و زمان حرکت بیمار تغییر دهد که به افزایش شخصی‌سازی جلسات درمان بدون نیاز به دخالت دائم منجر می‌شود.
یک مثال عالی از چگونگی استفاده مجدد از رباتهای موجود تجاری برای توان بخشی پس از جراحی / سکته مغزی، رابرت است. لباس مبتنی بر آلبورگ Life Science Robotics ROBERT (دارای مجوز CE در سال 2018) را برای تأمین توانبخشی برای اندام‌های تحتانی توسعه داد. چنین راه حلی فشار وارده بر فیزیوتراپیست را کاهش می‌دهد و به دلیل تکرارهای زیاد، بهبودی سریعتر را تضمین می‌کند.
مزیت این گونه ربات‌های درمانی با قدرت تطابق کاهش اسپاستیسیتی و افزایش توان عضلانی در ساعد مورد نظر می‌باشد. همچنین جهت‌یابی با فاصله‌های مختلف برای ربات به حرکات افقی و عمودی یا ترکیب در صفحات مختلف کمک می‌کند که این عمود و ضد جاذبه بودن به‌طور مشخص برای بهبود حرکات شانه و آرنج مفید است.
توانبخشی رباتیک ممکن است شامل تکنولوژی واقعیت مجازی نیز باشد.

## برای مطالعهٔ بیشتر
- Selzer, Michael E. ; Clarke, Stephanie; Cohen, Leonardo G. (2006). Textbook of Neural Repair and Rehabilitation: Medical neurorehabilitation.
- Cooper, Rory A. (1995). Rehabilitation Engineering Applied to Mobility and Manipulation.

## گروه‌های فعلی که در حال مطالعه رباتیک توانبخشی هستند
این فهرست به شما کمک می‌کند تا با موسسات و مراکزی که در حال مطالعه و ارائه خدمات در زمینه توانبخشی رباتیک هستند، آشنا شوید.
- مؤسسه توانبخشی شیکاگو https://web.archive.org/web/20110716093708/http://www.ric.org/research/centers/mars2/mars2.aspx
- دانشگاه کاتولیک آمریکا http://cabrr.cua.edu/research/RehabitationRobotics.cfm
- دانشگاه دلاور با بیمارستان آلفرد I. duPont برای کودکان http://www.asel.udel.edu/robotics/rerc_rr.html
- گروه علاقه‌مندی رباتیک و توانبخشی - RoRIG https://web.archive.org/web/20170718191511/http://www.rorig.org/
- مؤسسه علوم، هنر و رباتیک MRISAR http://www.mrisar.com
- گروه آموزش IISART http://www.iisartonline.org/services/education-material/ بایگانی‌شده  در ۲۷ اوت ۲۰۱۸ توسط Wayback Machine

فهرست آزمایشگاه‌ها در انگلستان:
http://rehabilitationrobotics.net/cms/؟q=node/2 بایگانی‌شده  در ۳ مارس ۲۰۱۶ توسط Wayback Machine

## پیوندهای مفید
- کنفرانس بین‌المللی رباتیک توان بخشی http://icorr2019.org/
- مجله مهندسی و توانبخشی عصبی: http://www.jneuroengrehab.com/
- شماره ویژه انجمن رباتیک و اتوماسیون IEEE در زمینه رباتیک توان بخشی: https://web.archive.org/web/20121022224415/http://www.ieee-ras.org/issue/rehabitation-robotics.html
- کمیته فنی توانبخشی و رباتیک کمکی IEEE RAS: https://web.archive.org/web/20101204064448/http://tab.ieee-ras.org/committeeinfo.php؟tcid=18
- انجمن مهندسی توانبخشی و فناوری دستیاری: http://resna.org/
- انجمن بین‌المللی صنعت IISART در فناوری توانبخشی پیشرفته: http://iisartonline.org
- ربات‌های Inmotion برای توانبخشی: http://interactive-motion.com/
- رباتیک توانبخشی Tyromotion و فناوری پیشرفته توان بخشی: http://tyromotion.com
- بستر رباتیک توانبخشی Movendo: http://www.movendo.technology
- هوکوما: http://www.hocoma.com/us